# Hygrophila uliginosa
Hygrophila uliginosa är en akantusväxtart som beskrevs av Spencer Le Marchant Moore. Hygrophila uliginosa ingår i släktet Hygrophila och familjen akantusväxter. Inga underarter finns listade i Catalogue of Life.